# Budoart
Budoart (složenina slov budoir a art) je pražská galerie se současným uměním specializující se na prezentaci současných českých umělců.
Nachází se v pražské čtvrti Vinohrady v původně bytovém prostoru, z čehož vychází i název galerie, kterým podtrhuje intimní charakter místa a pořádaných výstav v duchu filosofie „umění pro život“.
Galerie do této doby představila řadu převážně mladých malířů, ale i již dobře etablovaných umělců, jako např. Nikola Brabcová, Alžběta Josefy, Pavla Gajdošíková, Christophe Gilland, Patricie Fexová, Pavel Hayek, Václav Kočí, Martin Krajc, Kamila Najbrtová, Šárka Růžičková, Zbyněk Sedlecký, Robert Šalanda, Zdeněk Trs, Barbora Vobořilová, Jana Vojnárová či Jiří Votruba.
Budoart byl označen ve výběru pražských galerií časopisem Design Guide a Expats.